# Дмитрівська сільська громада (Полтавська область)
Дмитрівська сільська громада — колишня об'єднана територіальна громада в Україні, на територіях Кременчуцького району та Горішньоплавнівської міської ради Полтавської області. Адміністративний центр — село Дмитрівка.
Утворена 18 жовтня 2019 року шляхом об'єднання Потоківської сільської ради Кременчуцького району та Дмитрівської сільської ради Горішньоплавнівської міськради.
12 червня 2020 року громада ліквідована, Дмитрівська сільська рада увійшла до меж новоутвореної Горішньоплавнівської ОТГ, Потоківська сільська рада до меж новоутвореної Кременчуцької ОТГ.

## Населені пункти
До складу громади входили 10 сіл: Базалуки, Гора, Дмитрівка, Кияшки, Кузьменки, Мала Кохнівка, Потоки, Придніпрянське, Солонці та Соснівка.